# Limnonectes microdiscus
Limnonectes microdiscus är en groddjursart som först beskrevs av Oskar Boettger 1892.  Limnonectes microdiscus ingår i släktet Limnonectes och familjen Dicroglossidae. IUCN kategoriserar arten globalt som livskraftig. Inga underarter finns listade i Catalogue of Life.